# Донбасс (название)
Донба́сс (укр. Донбас) — регион, название и местоположение которого происходят от Донецкого угольного бассейна, месторождения которого начали разведываться в начале XVIII века, а промышленное освоение началось в XIX веке.
Катойконимы — донбассовцы (укр. донбасівці) или донбассцы (укр. донбасці).

## Донецкий угольный бассейн
Донбасс в широком значении включает все районы угледобычи: северную часть Донецкой (до 1961 года Сталинской), южную часть Луганской (до 1938 года Донецкой, до 1959 года Ворошиловградской), восточную часть Днепропетровской областей Украины (Западный Донбасс), а также западную часть Ростовской области Российской Федерации (Восточный Донбасс).

### История заселения и административного деления
Активное заселение края началось после начала восстания Хмельницкого (1750-1755годы), когда от войны на эти земли бежали тысячи крестьян с Правобережной Украины. О том, как мало были в то время заселены нынешние Харьковская, Луганская и Донецкая области Украины, можно судить по тому, что Белгородский уезд, занимавший огромную территорию от Курска до Азова, имел в 1620 году только 23 поселения с 874 дворами. Новопоселенцы изучали недра донецкого бассейна. С 1625 года в районе нынешнего Славянска добывали соль. «Промышлять» её в донецкие степи ездили «охочие» люди из Валуек, Оскола, Ельца, Курска и других «окраинных» городов России. В 1646 году был построен острожек Тор для охраны от крымских татар, совершавших набеги на новопоселенцев и «охочих» людей (ныне Славянск). В 1650 году начали действовать частные соляные заводы острожка Тора. В 1676 году вдоль Северского Донца поселились «черкасы» (ушедшие из-под ига польской шляхты украинцы). В казачьих поселениях и городках вдоль Северского Донца и Дона было налажено металлургическое, горное и кузнечное производство. Изюмские и донские казаки стали варить соль и на Бахмутке, притоке Северского Донца. Возле новых соляных промыслов вырос городок Бахмут (известен с 1571 года).

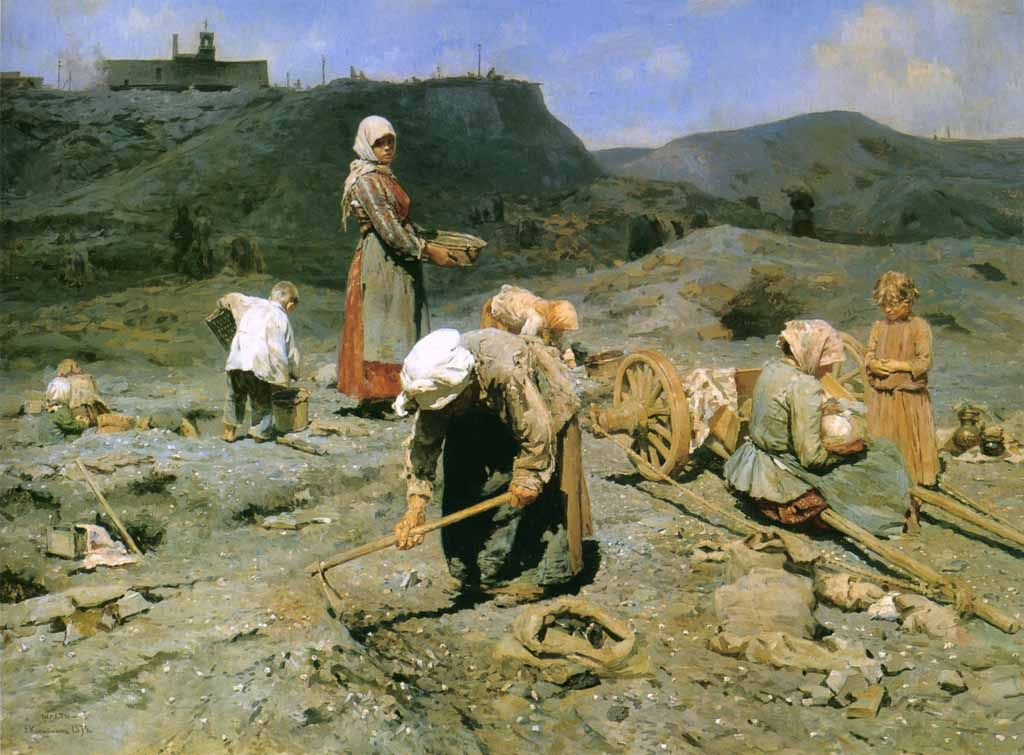
Сбор угля бедными на отработанной шахте. Касаткин, 1894 г.

XVIII век прошёл в многочисленных войнах, которые вела Российская империя с Османской империей за выход к южным морям. Войны привели к постепенному заселению региона восточнославянским населением (крестьянами из центральной России, Правобережной Украины и Слобожанщины), а также выходцами с Балкан (сербами и румынами), христианским населением Крыма (греками и армянами).
В конце XVIII века земли в нижнем течении Днепра и Приазовья были разделены на губернии. В 1783 году была образовано Екатеринославское наместничество, в 1803 году — Екатеринославская губерния. В 1887 году от Екатеринославской губернии отделены Ростовский на Дону уезд и Таганрогское градоначальство и губерния осталась в составе 8 уездов (Александровского, Бахмутского, Верхнеднепровского, Екатеринославского, Мариупольского, Новомосковского, Павлоградского и Славяносербского). Земли к востоку от Кальмиуса относились к Области Войска Донского.
С началом реформ Александра II начинается активное освоение края. Однако промышленников не устраивало разделение региона между тремя административными единицами: Екатеринославской и Харьковской губерниями, а также Областью Войска Донского. Поэтому царским правительством при поддержке лоббистской структуры — Совета Съезда горнопромышленников Юга России (сокр. ССГЮР) — начались подготовительные работы по объединению территорий в единое образование. Данный процесс был приторможен в результате начала Первой мировой войны.
В марте 1917 года Временным правительством был создан Временный комитет Донецкого бассейна — официальный орган, координирующий работу предприятий и организаций в рамках всего Донбасса, независимо от административных границ губерний и уездов. Несмотря на то, что распоряжения имели обязательную силу, комитет не являлся органом политической власти и выступал скорее в качестве посредника в переговорах между собственниками и рабочими. Заседал комитет в Харькове, там же где находились штаб-квартиры большинства организаций, работающих в Донбассе, среди которых: Алексеевское горнопромышленное общество, «Продуголь», «Углесоюз», «Сометал» и другие.

## Донецкий экономический район

Часто топоним «Донбасс» употребляется некоторыми СМИ по отношению ко всей территории Донецкой и Луганской областей, тогда как территории, расположенные севернее р.Северский Донец и Приазовье на юге, не являются частью Донецкого угольного бассейна, а восточные районы Днепропетровской области и западные районы Ростовской области — являются

Донбасс — крупный центр угольной промышленности Украины, чёрной и цветной металлургии. На территории региона находится так называемый Большой Донецк (укр. Великий Донецьк) — третья по величине городская агломерация Украины.
Поскольку западный и восточный районы Донбасса из-за специфики залегания угля и времени их освоения выделяются соответственно в Западный и Восточный Донбасс, а Донецкий экономический район занимает полностью Донецкую и Луганскую области Украины, то в настоящее время Донбасс стал употребляться в значении совокупности Донецкой и Луганской областей, особенно с начала войны на востоке Украины (2014).
Весной 2014 года в ходе волнений на юго-востоке Украины на части территорий Донецкой и Луганской областей были провозглашены не получившие международного признания и подконтрольные России Донецкая и Луганская Народные Республики. В ходе развернувшихся весной-летом 2014 года боевых действий значительно пострадала промышленность территории. Регион покинуло более полутора миллиона внутренних переселенцев и беженцев.
В конце 2016 года берлинский Центр восточноевропейских и международных исследований (нем. Zentrum für Osteuropa- und internationale Studien) провел опрос среди 1200 жителей восточного Донбасса. 
Территория, занимаемая подконтрольными России ДНР и ЛНР:
- 35 % — сохранение региона в составе Украины в качестве автономии;
- 33 % — вхождение региона в состав Российской Федерации в качестве автономии;
- 11 % — сохранение региона в составе Украины на обычных основаниях;
- 21 % — вхождение региона в состав России на обычных основаниях.

Территории Донецкой и Луганской областей, контролируемые украинскими властями:
- 65 % — сохранение статуса-кво;
- 26 % — создание автономии в составе Украины;
- 9 % — вхождение региона в состав РФ.

## Донецкий кряж
В другой трактовке Донбасс — регион в границах территории Донецкого кряжа. Географическое название Донецкий кряж (укр. Донецький кряж) утвердилось после работ Е. П. Ковалевского «Опыт геогностических исследований в Донецком горном кряже» (1827) и «Геогностическое обозрение Донецкого горного кряжа» (1829), имеющего исходником «Залежи каменного угля в районе бассейна реки Северский Донец». Сам кряж получил своё название от реки Северский Донец (укр. Сіверський Донець) — главной водной артерии региона.
К началу XX века численность и языковой состав населения Донбасса (Бахмутский уезд, Мариупольский уезд, Славяносербский уезд, Старобельский уезд, г. Славянск), по данным Всероссийской переписи 1897 года, были следующими (указан родной язык):
- Украинский язык: 710 613 — 62,5 %
- Русский язык: 275 274 — 24,2 %
- Белорусский язык: 11 061 — 1 %
- Греческий язык: 48 452 — 4,2 %
- Немецкий язык: 33 774 — 3,0 %
- Идиш: 22 416 — 2,0 %
- Татарский язык: 15 992 — 1,4 %

Всего — 1 136 361 человек, без учёта территорий, расположенных восточнее Кальмиуса.